# Lemat Farkasa
Lemat Farkasa, alternatywa Farkasa – twierdzenie z algebry liniowej, według którego w przestrzeni {\displaystyle \mathbb {R} ^{n}} albo punkt należy do stożka, albo można go oddzielić od stożka płaszczyzną.

## Wypowiedź
Jeżeli {\displaystyle A} jest macierzą rzeczywistą o {\displaystyle n} wierszach i {\displaystyle m} kolumnach oraz {\displaystyle b\in \mathbb {R} ^{n}} jest wektorem zapisywanym w kolumnie, zachodzi alternatywa wykluczająca:
- albo równanie {\displaystyle Ax=b} ma rozwiązanie {\displaystyle x\geqslant 0,}
- albo układ nierówności:

{\displaystyle \left\{{y^{T}A\geqslant 0 \atop y^{T}b<0}\right.}
ma rozwiązanie ze względu na {\displaystyle y\in \mathbb {R} ^{n}.}

## Interpretacja
Jeżeli równanie {\displaystyle Ax=b} ma rozwiązanie {\displaystyle x\geqslant 0,} wtedy istnieje kombinacja stożkowa kolumn macierzy {\displaystyle A} dająca wektor {\displaystyle b,} czyli punkt {\displaystyle b} należy do stożka wyznaczonego przez kolumny macierzy {\displaystyle A.}
Jeżeli układ nierówności:
{\displaystyle \left\{{y^{T}A\geqslant 0 \atop y^{T}b<0}\right.}
ma rozwiązanie {\displaystyle y\in \mathbb {R} ^{n},} wtedy wektor {\displaystyle y} tworzy z każdą z kolumn macierzy {\displaystyle A} kąt mniejszy bądź równy od {\displaystyle 90^{o}} (bo wszystkie iloczyny skalarne są większe od 0), a z wektorem {\displaystyle b} kąt rozwarty. Zatem płaszczyzna prostopadła do wektora {\displaystyle y} oddziela stożek od punktu {\displaystyle b.}

## Zastosowanie
Lemat Farkasa służy do pokazania twierdzenia o dualności w programowaniu liniowym, a w szerszym ujęciu nieliniowym w dowodzie twierdzenia Karusha-Kuhna-Tuckera.